# Con nợ
Con nợ là một chủ thể pháp lý (người pháp lý) có nghĩa vụ phải trả tiền cho một chủ thể khác. Chủ thể này có thể là cá nhân, công ty, chính phủ, doanh nghiệp hoặc tổ chức pháp lý khác. Bên đối tác được gọi là chủ nợ. Nếu X vay tiền ngân hàng, X là bên nợ và ngân hàng là bên chủ nợ. Nếu X gửi tiền vào ngân hàng, X là bên chủ nợ và ngân hàng là bên nợ.
Không trả nợ không phải là tội phạm, trừ một số trường hợp phá sản nhất định. Bên nợ có thể chọn trả nợ theo bất kỳ thứ tự ưu tiên nào họ chọn. Tuy nhiên, nếu một người không trả nợ, họ đã vi phạm hợp đồng hoặc thỏa thuận giữa họ và chủ nợ. Nói chung, hầu hết các thỏa thuận trả nợ tiêu dùng bằng miệng và văn bản đều có thể thực thi được.